# Morti nel 1983/Giugno
| Questa pagina contiene informazioni ricavate automaticamente dalle voci biografiche con l'ausilio del template Bio e di un bot. L'aggiornamento è periodico e automatico e ricostruisce completamente la pagina. Se manca una persona in questa lista, sei pregato di non aggiungerla, ma accertati piuttosto che la sua voce biografica contenga il template Bio e che i dati anagrafici siano correttamente compilati. Se il template Bio manca, inseriscilo tu stesso o, in alternativa, metti l'avviso {{tmp\|Bio}} che ne segnala la mancanza. Se i dati riportati sono sbagliati, correggi direttamente la voce biografica; le modifiche saranno visibili in questa lista entro pochi giorni. Per chiarimenti vedi il progetto biografie. La lista contiene solo le 95 persone che sono citate nell'enciclopedia e per le quali è stato implementato correttamente il template Bio. Pagina aggiornata al 3 mar 2024. |

- 1º giugno - Jaime Lazcano, calciatore spagnolo (n. 1909)
- 1º giugno - Anna Seghers, scrittrice tedesca (n. 1900)
- 1º giugno - Carlo Teodoro del Belgio, nobile belga (n. 1903)
- 2 giugno - Raymond Fee, pugile statunitense (n. 1903)
- 2 giugno - Jakub Kopf, cestista polacco (n. 1915)
- 2 giugno - Ernest Libérati, calciatore francese (n. 1908)
- 2 giugno - Stan Rogers, cantautore canadese (n. 1949)
- 2 giugno - Julio Rosales y Ras, cardinale e arcivescovo cattolico filippino (n. 1906)
- 3 giugno - Ferrucio Calusio, direttore d'orchestra argentino (n. 1890)
- 3 giugno - Krunoslav Draganović, teologo e filosofo croato (n. 1903)
- 4 giugno - Antonio Gualano, generale italiano (n. 1899)
- 4 giugno - Ivan Tors, produttore cinematografico, sceneggiatore e regista ungherese (n. 1916)
- 4 giugno - Gunn Wållgren, attrice svedese (n. 1913)
- 5 giugno - Adriano Guarnieri, sciatore alpino italiano (n. 1914)
- 5 giugno - Ralph Hamilton, cestista statunitense (n. 1921)
- 5 giugno - Gioiello Orsini, politico italiano (n. 1922)
- 5 giugno - Kurt Tank, ingegnere aeronautico tedesco (n. 1898)
- 6 giugno - Curly Armstrong, cestista e allenatore di pallacanestro statunitense (n. 1918)
- 6 giugno - Marcelle Auclair, giornalista e scrittrice francese (n. 1899)
- 6 giugno - Hans Leip, scrittore, poeta e drammaturgo tedesco (n. 1893)
- 7 giugno - Agostino Bignardi, politico italiano (n. 1921)
- 8 giugno - Rachel Baes, pittrice belga (n. 1912)
- 8 giugno - Johan Saksvik, calciatore norvegese (n. 1918)
- 9 giugno - Sergio Bani, calciatore italiano (n. 1920)
- 9 giugno - Ercole Pace, inventore e tecnico del suono italiano (n. 1906)
- 9 giugno - William Munford Tuck, politico statunitense (n. 1896)
- 10 giugno - Estrellita Castro, cantante, ballerina e attrice spagnola (n. 1908)
- 10 giugno - Andrej Popov, attore sovietico (n. 1918)
- 11 giugno - Vinicio Viani, calciatore e allenatore di calcio italiano (n. 1913)
- 12 giugno - Francesca Alinovi, critica d'arte italiana (n. 1948)
- 12 giugno - Aleksandr Aleksanrovič Alov, regista sovietico (n. 1923)
- 12 giugno - Tommaso Assi, mezzofondista e allenatore di atletica leggera italiano (n. 1935)
- 12 giugno - Yvonne Bourgeois, tennista francese (n. 1902)
- 12 giugno - Mario Fabbri, musicologo e alpinista italiano (n. 1931)
- 12 giugno - Charlie Hoefer, cestista tedesco (n. 1921)
- 12 giugno - Clemens Holzmeister, architetto austriaco (n. 1886)
- 12 giugno - J. B. Hutto, musicista e cantante statunitense (n. 1926)
- 12 giugno - Rolf Rüttimann, pilota motociclistico svizzero (n. 1957)
- 12 giugno - Norma Shearer, attrice canadese (n. 1902)
- 13 giugno - Giuseppe Bommarito, carabiniere italiano (n. 1944)
- 13 giugno - Mario D'Aleo, carabiniere italiano (n. 1954)
- 13 giugno - Pietro Morici, carabiniere italiano (n. 1956)
- 13 giugno - Curt Siewert, generale tedesco (n. 1889)
- 14 giugno - Aleksej Aleksandrovič Surkov, poeta, critico letterario e politico sovietico (n. 1899)
- 15 giugno - Mario Casariego y Acevedo, cardinale e arcivescovo cattolico spagnolo (n. 1909)
- 16 giugno - Alexander Donat, editore polacco (n. 1905)
- 16 giugno - Jean Majerus, ciclista su strada lussemburghese (n. 1914)
- 16 giugno - Giovanni Piubello, scrittore italiano (n. 1921)
- 16 giugno - Luigi Strobbe, calciatore italiano (n. 1911)
- 17 giugno - Miron Białoszewski, poeta e giornalista polacco (n. 1922)
- 17 giugno - Pierina Boranga, insegnante e scrittrice italiana (n. 1891)
- 17 giugno - Ruggero Gerlin, clavicembalista, pianista e compositore italiano (n. 1899)
- 17 giugno - Eelco Nicolaas van Kleffens, giurista, politico e diplomatico olandese (n. 1914)
- 17 giugno - Peter Mennin, compositore, docente e manager statunitense (n. 1923)
- 18 giugno - Luigi Borsari, politico italiano (n. 1921)
- 18 giugno - Marianne Brandt, designer, fotografa e scultrice tedesca (n. 1893)
- 18 giugno - Luigi Volpicelli, pedagogista italiano (n. 1900)
- 19 giugno - Miklós Boháty, cestista ungherese (n. 1935)
- 19 giugno - Maksis Kazāks, cestista lettone (n. 1912)
- 19 giugno - Dave Quabius, cestista e allenatore di pallacanestro statunitense (n. 1916)
- 20 giugno - Alfredo Arroyave, cestista ecuadoriano (n. 1922)
- 20 giugno - Sadik Hakim, pianista e compositore statunitense (n. 1919)
- 21 giugno - Andrea Boscione, giornalista italiano (n. 1927)
- 22 giugno - David MacDonald, regista, sceneggiatore e produttore cinematografico britannico (n. 1904)
- 22 giugno - Gian Piero Motti, alpinista e scrittore italiano (n. 1946)
- 23 giugno - Tonino Biondini, fondista italiano (n. 1945)
- 23 giugno - Osvaldo Dorticós Torrado, politico cubano (n. 1919)
- 23 giugno - Jonathan Latimer, giornalista, scrittore e sceneggiatore statunitense (n. 1906)
- 23 giugno - Georges Ory, giornalista e saggista francese (n. 1897)
- 23 giugno - Giovanni Plazzer, canottiere italiano (n. 1899)
- 24 giugno - Rino De Togni, calciatore italiano (n. 1922)
- 25 giugno - Alberto Ginastera, compositore argentino (n. 1916)
- 25 giugno - Oddbjørn Hagen, combinatista nordico e fondista norvegese (n. 1908)
- 26 giugno - Luis Álamos, calciatore e allenatore di calcio cileno (n. 1923)
- 26 giugno - Bruno Caccia, magistrato italiano (n. 1917)
- 26 giugno - Giulio Coltellacci, scenografo e costumista italiano (n. 1916)
- 26 giugno - James Robert Knox, cardinale e arcivescovo cattolico australiano (n. 1914)
- 26 giugno - Sture Pettersson, ciclista su strada svedese (n. 1942)
- 26 giugno - Attilio Veroni, calciatore italiano (n. 1908)
- 27 giugno - Vincent Gallagher, canottiere statunitense (n. 1899)
- 27 giugno - Juan de Garchitorena, calciatore e attore filippino (n. 1898)
- 27 giugno - Manuel Giúdice, allenatore di calcio e calciatore argentino (n. 1918)
- 27 giugno - Ronnie Shavlik, cestista statunitense (n. 1933)
- 28 giugno - Antonio Folco, ciclista su strada italiano (n. 1909)
- 28 giugno - Alf Francis, ingegnere e progettista polacco (n. 1918)
- 28 giugno - Pietro Frua, imprenditore e designer italiano (n. 1913)
- 28 giugno - Elżbieta Katolik, mezzofondista polacca (n. 1949)
- 28 giugno - György Kovásznai, pittore e regista ungherese (n. 1934)
- 28 giugno - Carlo Solveni, bobbista italiano (n. 1897)
- 29 giugno - Joe Delaney, giocatore di football americano statunitense (n. 1958)
- 29 giugno - John Nordin, ingegnere svedese (n. 1887)
- 30 giugno - Igor' Ado, matematico sovietico (n. 1910)
- 30 giugno - Cesare Amè, generale e agente segreto italiano (n. 1892)
- 30 giugno - Herbert Baker, sceneggiatore statunitense (n. 1920)
- 30 giugno - Gaetano Mariani, critico letterario italiano (n. 1923)